# Rahman Abbas
Rahman Abbas (* 30. Januar 1972 in der Nähe von Ratnagiri) ist ein indischer Romanautor. Für seinen vierten Roman „Rohzin“ erhielt er 2018 den höchsten Literaturpreis Indiens, den Sahitya Akademi Award. Außerdem erhielt er für seinen dritten und vierten Roman jeweils den State Academy Award. Er schreibt auf Urdu und auf Englisch. Seine Romane beschäftigen sich mit Themen wie Politik und verbotener Liebe. 
Rahman Abbas ist einer der meistgelesenen Urdu-Romanautoren. „Rohzin“ stand auf der Longlist für den JCB-Preis 2022, den höchstdotierten Literaturpreis Indiens.

## Leben
Rahman Abbas hat einen Master-Abschluss in Urdu und englischer Literatur von der University of Mumbai.
Im Jahre 2018 wurde Rahman Abbas zu den „Tagen indischer Literatur“ in Zürich eingeladen (23. bis 25. Februar 2018).

## Werk
Abbas ist Autor von zehn Büchern, darunter sechs Romanen. Sein erster Roman ist „Nakhalistan Ki Talash“ (Suche nach einer Oase) aus dem Jahr 2004. Von Hindu-Nationalisten wurde Abbas beschuldigt, ein obszönes Buch geschrieben zu haben. Der Autor wurde verhaftet und musste einige Tage im Arthur Road Jail verbringen. Allerdings wurde er 2016 vom Gericht freigesprochen. In einem Interview berichtete er über diese Erfahrung: „Nach einem Jahrzehnt endete der Prozess, aber all die Jahre lang gab es Gerichtsverhandlungen. Wie Josef K. in Franz Kafkas ‚Der Prozess‘ stand ich vor dem Richter und wusste nicht, was für ein Verbrechen ich begangen haben sollte.“ Rahman Abbas trat von seiner Stelle als Dozent an einem Junior College in Mumbai zurück.
Der Roman „Nakhalistan Ki Talash“ erzählt die Geschichte eines jungen gebildeten Moslems, dessen Erfahrungen mit islam-feindlichen Gruppen ihn zu einer militanten Organisation in Kaschmir führt. Er versucht, seine Selbstachtung zu bewahren, was letztendlich zu seinem tragischen und mysteriösen Ende führt.
Für seinen dritten Roman „Khuda Ke Saaye Mein Ankh Micholi“ (Verbergen und Suchen im Schatten Gottes) gewann Rahman Abbas 2011 den staatlichen Sahitya Akademi Award. Er gab den Preis 2015 zurück, als bedeutende indische Schriftsteller und Künstler gegen die „Welle der Intoleranz in der indischen Gesellschaft“, die durch die rechte Politik ausgelöst wurde, protestierten.

## Würdigungen
Der pakistanische Autor Mustansar Hussain Tarar erklärte, dass Rahmans Roman „Rohzin“ eine kühne kreative Erzählung sei.
Gopichand Narang, ehemaliger Präsident der Sahitya Akademi, bezeichnete dasselbe Werk als einen Wendepunkt in der Geschichte der Urdu-Romane.

## Werke
- Nakhalistan Ki Talash (Die Suche nach einer Oase), Roman, 2004.
- Ek Mamnua Muhabbat Ki Kahani (Geschichte einer verbotenen Liebe), Roman, 2009.
- Khuda Ke Saaye Mein Ankh Micholi (Verbergen und Suchen im Schatten Gottes), Roman, 2011.
- Rohzin (Melancholie der Seele), Roman, 2016. (Eine deutsche Übersetzung dieses Buches, übersetzt von Almuth Degener, erschien 2018 unter dem Titel “Die Stadt, das Meer, die Liebe” im Draupadi Verlag, Heidelberg.)[13]
- Zindeeq (Ketzer), Roman, 2021.
- Ek Tarha Ka Pagalpan (Eine Art Verrücktheit), Roman, 2023.
- On the Other Side (Auf der anderen Seite), Roman, 2024.